# Яблоновский, Александр Валериан
Александр Александрович Яблоно́вский (пол. Aleksander Walerian Jabłonowski, 19 апреля 1829 года — 22 августа 1913 года) — польский историк и этнограф. Участник Январского восстания.

## Биография
Происходил из дворянской семьи Подляшья. Среднее образование получил в уездной школе (1837—1842) в Дорогичине (ныне Брестская область, Республика Беларусь) и в гимназии (1843—1847) в Белостоке. В 1847 году поступил на филолого-исторический факультет Киевского университета св. Владимира, где до 1849 года изучал славистику. Продолжил учёбу в Дерптском университете, изучал классическую и германскую философию, историю.
Много путешествовал: посетил южно-славянские земли, Турцию, Грецию, Италию, Малую Азию, Сирию, Палестину и Египет.
Поселившись в Варшаве, он вместе с профессором А. Павинским задумал и стал приводить в исполнение громадное историческое предприятие — издание материалов по истории Речи Посполитой. В этих «исторических источниках» (Źródła dziejowe) Яблоновский поместил свои важнейшие труды.
К 500-летнему юбилею Ягеллонского университета в Кракове Яблоновский написал историю Киевской академии. Яблоновский — прекрасный знаток истории и географии Украины, исследованию жизни которой и посвящена большая часть его трудов.